# 高野健一
高野 健一（たかの けんいち、1971年8月15日 - ）は、日本のシンガーソングライター、音楽プロデューサー。本名だけでなく、プロデューサーとしては、pal@pop（パル・アット・ポップ）名義での音楽活動も行っている。東京都杉並区生まれ、東京都立西高等学校卒業。高校時代はサッカー部に所属。同時に、油絵も趣味としていた。神奈川県在住。既婚。現在は「Ken Takano」名義でのハウス・ミュージック、ダンス・ミュージック、DJプレイ等をメインに活動しており、ヨーロッパの海外レーベルと契約するなど、活動の場を海外にも広げている。

## ディスコグラフィー

### シングル
|                | 発売日         | タイトル                           | 規格品番                              | 収録曲 | 備考 |
| pal@popとして  | pal@popとして  | pal@popとして                      | pal@popとして                         | pal@popとして | pal@popとして |
| -------------- | -------------- | ---------------------------------- | ------------------------------------- | --- | --- |
| 1st            | 1998年3月1日   | 空想X                              | SRDL-4497                             | 1. 空想X | LF「オールナイトニッポン」エンディング・テーマ |
| 2nd            | 2001年5月23日  | the never ending rainbows          | HDCA-10063                            | 1. the never ending rainbows ANB系「惑星ビュービュー」エンディング・テーマ 2. Lv Lk Th Sn 3. the never ending rainbows [ organic breakbeats mix ] 4. Lv Lk Th Sn [ million kisses maestro mix ]                                                                     | ※pal@pop featuring chappie名義 |
| 3rd            | 2002年6月26日  | 空想X                              | HDCA-10104                            | 1. 空想X new version フジテレビ系『HEY!HEY!HEY! MUSIC CHAMP』6月・7月度エンディングテーマ 2. Lover's Delight フジテレビ・関西テレビ系『EZ!TV』テーマ 3. Fin less mix 4. 空想X radio edit                                                                            | ※セルフカバー |
| 4th            | 2010年5月26日  | はつ恋♡                            |                                       | 1. はつ恋♡〜ピュアな早希ちゃんバージョン〜（feat. 稲垣早希） 2. はつ恋♡〜モノマネ早希ちゃんバージョン〜（feat. 稲垣早希） 3. はつ恋♡〜元気な早希ちゃんバージョン〜（feat. 稲垣早希）                                                                                | 作詞、作曲、編曲、プロデュース ※pal@pop feat.稲垣早希名義。 |
| 高野健一として |                |                                    |                                       | | |
| 1st            | 2007年5月23日  | さくら                             | CRCP-10180                            | 1. さくら TBS系『ドッカ〜ン!』エンディングテーマ 2. スバラシイセカイ 日本テレビ系『今田ハウジング』エンディングテーマ 3. ほっぺをなでていた 4. さくら（カラオケ） 5. さくら（オルゴール）                                                                           | オリコン最高57位、登場回数8回 「さくら」は音楽配信で50万ダウンロード、キャンシステムで3か月連続で問い合わせチャート1位を記録RSPが本曲のカヴァー曲「さくら 〜あなたに出会えてよかった〜」を出している。 |
| 2nd            | 2007年11月21日 | さくら（新録音ニュー・バージョン） | 初回限定盤CRCP-10188 通常盤CRCP-10189 | 1. さくら（新録音ニュー・バージョン） 2. 君の一番の幸せが僕の一番の幸せであるように 七十七銀行「人生にプラスバンク」CMソング 3. Heavenly 4. さくら（カラオケ） | オリコン最高118位、登場回数2回 |
| 3rd            | 2008年3月26日  | いっぱい君を笑わせる               | CRCP-10195                            | 1. いっぱい君を笑わせる 読売テレビ（日本テレビ系）『ダウンタウンDX』エンディングテーマ 2. はるか 読売テレビ（日本テレビ系）『嗚呼!花の料理人』エンディングテーマ 3. ぼたん コミック雑誌「マリカ」（扶桑社）コラボレーション作品 4. いっぱい君を笑わせる（カラオケ） | オリコン圏外 |
| 4th            | 2010年3月24日  | 桜ひらり                           |                                       | 1. 桜ひらり | ※配信限定 キャンシステム2010年3月度上半期問い合わせチャート2位 |
| 5th            | 2010年11月24日 | ことほぎ〜君への遺言〜             | VICL-36622                            | 1. ことほぎ〜君への遺言〜 2. 祝婚歌（2010年新録バージョン） 3. ことほぎ〜君への遺言・弾き語り〜 4. ことほぎ〜君への遺言〜オリジナルカラオケ 5. 祝婚歌（2010年新録バージョン）オリジナルカラオケ                                                                     | オリコン圏外 |

### アルバム
|                | 発売日        | タイトル                                      | 規格品番                            | 収録曲 | 備考                           |
| pal@popとして  | pal@popとして | pal@popとして                                 | pal@popとして                       | pal@popとして | pal@popとして                  |
| -------------- | ------------- | --------------------------------------------- | ----------------------------------- | --- | ------------------------------ |
| 1st            | 2002年8月21日 | pal@pop                                       | HDCA-10107                          | 1. Fade Into Blue 2. 愛しいものをまっすぐに守るように 3. welcoming morning 4. Love Like The Sun 韓国「IBK企業銀行」CM曲 5. Shpere 6. まあるいほほ 7. 空想X new version 8. the never ending rainbows 9. Lover's Delight 韓国「コカ・コーラ」CM曲 10. 広がれココロ 11. 言の葉ひらり 12. Fin (original mix) |                                |
| 2nd            | 2010年7月14日 | feat.PLUS                                     | 初回限定盤VIZL-382 通常盤VICL-63638 | 1. Zipper feat. 牧野由依 2. はつ恋〜ピュアな早希ちゃん Ver. 〜 feat. 稲垣早希 3. Re: やさしい気持ち 〜 pal@pop Mix 〜 feat. HALCALI 4. 大キライ! 〜B型の彼が一人っ子だった件〜 feat. RSP 5. SORA feat.ACO & 田渕ひさ子 6. 今日も一日大好きでした。 feat. 初音ミク 7. はつ恋〜ものまね早希ちゃん Ver. 〜 feat. 稲垣早希 初回限定盤DVD 1. 「はつ恋」ビデオクリップ                                                                | オリコン最高54位、登場回数1回  |
| 高野健一として |               |                                               |                                     | |                                |
| 1st mini       | 2005年12月7日 | Will                                          | CRCP-40133                          | 1. will 日本テレビ系『松紳』エンディングテーマ 2. By Your Side フジテレビ・関西テレビ系『スタ☆メン』オープニングテーマ 3. 溢れる等しさを愛としよう カネボウ化粧品「リフトゥール」CM曲 4. Love Like The Sun Coca-cola Korea 「ミニッツメイド・フレッシュ」CM曲 5. 優しい風に揺れている 「ミスタードーナッツ」CM曲 6. Primaly（Instrumental） トヨタ自動車 プリウスTVCM「未来体験」篇 7. 溢れる等しさを愛としよう (Instrumenntal) |                                |
| 2nd mini       | 2006年6月7日  | Yes.                                          | CRCP-40147                          | 1. 未来へ晴れるや フジテレビ系『ジャンクSPORTS』エンディングテーマ 2. Yes. 3. 愛しい 4. まあるいほほ 5. Smile 6. ラムのラブソング（カバー） |                                |
| 3rd mini       | 2006年11月2日 | 三陸産のウニに涙したい -One Day A Happy Day!- | CRCP-40159                          | 1. 三陸産のウニに涙したい フジテレビ系『オリキュン』エンディングテーマ 2. アンテナスイッチ 3. Life (Demo) 4. おかえり一人ぼっち 5. スイサイ 6. 小さな世界 7. 三陸産のウニに涙したい (Electronic Ver.) 8. 三陸産のウニに涙したい (Acoustic Ver.) |                                |
| 1st            | 2007年8月8日  | Oh Yeah!                                      | CRCP-40175                          | 1. 三陸産のウニに涙したい 2. さくら 3. 君の笑顔が大大大大好きだ 4. 心まっすぐ 5. 悲しい空 6. ありがとう 7. will 8. By Your Side 9. 未来へ晴れるや 10. たま! 11. 頑張らないでいいんだよ 12. 優しい風に揺れている 13. さくら（バラードバージョン） | オリコン最高258位、登場回数1回 |
| 4th mini       | 2008年7月23日 | 祝婚歌 〜ある家族の結婚にマツワル6つの物語〜  | CRCP-40205                          | 1. 祝婚歌 高野健一feat.ネーネーズ 2. 会いにゆきます 3. 二人で一つのその幸せを 高野健一feat.永山尚太 4. ばぁば 5. ミユキ 高野健一feat.ITSUKA&YUUKI 6. ゆかり 7. 祝婚歌 (Instrumental) |                                |
| Best           | 2009年3月25日 | best@pop                                      | CRCP-40231                          | 1. さくら 2. 三陸産のウニに涙したい 3. 君の一番の幸せが僕の一番の幸せであるように 4. 祝婚歌（独唱） 5. will 6. いっぱい君を笑わせる 7. 悲しみの終わりに泣いてもいいよ 8. By Your Side 9. Yes. 10. 僕は君が好きが続いてゆく 11. ゆかり 12. 会いにゆきます feat. 竹仲絵里 TBS系『クイズ!時の扉』4・5月エンディングテーマ 13. 君のことが大好きっす                                                                                 |                                |

### 参加作品
| 発売日         | タイトル                     | 規格品番   |
| -------------- | ---------------------------- | ---------- |
| 2009年02月18日 | 「誰も知らない泣ける歌」外伝 | CRCP-40228 |

### プロデュースなど
- 尾藤桃子
  - シングル「Ru Tu True」（1998年9月23日） - 作詞、作曲、編曲、プロデュース
  - シングル「赤然たる心で〜Absolute Red〜」（1999年1月27日） - 作詞、作曲、編曲、プロデュース ※M-3は除く
- Chappie
  - シングル「Welcoming Morning」（1999年3月3日） - 作詞、作曲、編曲、プロデュース
- 藤田陽子
  - シングル「スフィア」（1999年10月1日） - 作詞、作曲、編曲、プロデュース
- 7 o'clock shadow
  - アルバム『Onomatopoeia』（2001年5月10日）
- Disney Age
  - アルバム『@D_100 Cafe』収録「Main Street Electrical Parade」（2001年10月17日） - 編曲、プロデュース
- 326監修
  - アルバム『Tuesday Song』収録「Tuesday Song」、「Welcoming Morning」、「火曜日の唄」（2002年1月23日）
  - シングル「火曜日の唄 / Tuesday Song」（2002年3月26日）
  - アルバム『Summer Melody ナツメロ326』収録「グランマ」（2002年7月17日）
- デーモン小暮
  - アルバム『SYMPHONIA』収録「POLARIS」、「HISTORIA」（2002年2月14日）
  - アルバム『WHEN THE FUTURE LOVES THE PAST 〜未来が過去を愛するとき〜』収録「ICHIGO（一期）〜A sprit of ZEN〜」、「Humming」（2003年10月8日）
- 乙葉
  - アルバム『OtohaCD Volume1』（2002年5月22日）
- AERIEL
  - シングル『so warm』（2002年7月）
- RUN&GUN
  - シングル「WISHING ON」収録「SMILE」（2002年11月20日）
- Baby Boo
  - シングル「キミノミカタ」表題曲（2003年7月24日）
- 小梅太夫
  - 『小梅日記』（2006年5月10日）※M2,3,5,6は除く
- テレビアニメ『BLEACH』キャラクターソング
  - シングルシリーズ「BLEACH BEAT COLLECTION 1st SESSION」 - 編曲
  - シングルシリーズ「BLEACH BEAT COLLECTION 2nd SESSION」 - 編曲、プロデュース、一部作詞、作曲
  - アルバム『BLEACH BEAT COLLECTION THE BEAST 1』（2007年3月21日）
  - シングルシリーズ「BLEACH BEAT COLLECTION 3rd SESSION」01、02、04、06 - 作詞、作曲、編曲
  - アルバム『BLEACH BEAT COLLECTION THE BEAST 2』収録「CRUSH the "WORLD" DowN」、「Our "WORLD"」、「BrEaK」、「SIX feelings」、「晩秋の音」、「星」、「SCIENCE SHOW」、「Pink」（2009年3月18日）
  - DJCDシリーズ『BLEACH “B” STATION』
- detune.
  - アルバム『わ・を・ん』（2007年4月18日） - 共同プロデュース
- あ☆ぅん
  - シングル「神頼み」収録「神頼み (kokuhaku Ver.)」-サウンドプロデュース (2009年2月4日)[2]
- 森三中
  - 「イブクロ」（大鵬薬品「ソルマック」CMソング） - 作詞、作曲
  - シングル「プロリンサイズ♪」（2009年6月10日）（テレビ朝日系テレビアニメ『あたしンち』オープニングテーマ） - 作詞、作曲、編曲、プロデュース
- HALCALI
  - シングル「Re:やさしい気持ち」（2009年2月11日）※M2は除く
- RSP
  - シングル「さくら 〜あなたに出会えてよかった〜」表題曲（2009年2月25日）
- ノースリーブス
  - シングル「タネ」（2009年3月18日）
- 危険日チャレンジガールズ! ‐ TBSラジオエレ片のコント太郎の企画ユニット
  - シングル「We are　危険日チャレンジガールズ!」 ‐ 作曲
- Mizca
  - シングル「キラキラ☆」（2010年1月20日） - 作詞、作曲、編曲、プロデュース
- 牧野由依
  - シングル「ふわふわ♪」（2010年3月3日） - 作詞、作曲、編曲、プロデュース
- ゴスペラーズ
  - 「Mr.サンデー」（2010年5月19日配信）（フジテレビ・関西テレビ系 『Mr.サンデー』オープニングテーマ）- 作詞、作曲
- フジテレビ系『情報プレゼンター とくダネ!』テーマ曲
  - 「MORNING CHEERS」（2014年3月24日 - 2018年3月30日） - 作曲※pal@pop名義
- フジテレビ系『直撃LIVE グッディ!』オープニングテーマ曲
  - 「午後はGOODY GOODY」 （2015年3月30日 - 2020年9月25日） - 作曲※pal@pop名義

### 書籍
※すべて高野健一名義での発売。CD付き詩集。
1. 悲しみの終わりに泣いてもいいよ（2003年10月10日）
2. 僕は 君が 好きが 続いて ゆく（2005年11月5日）

## ミュージックビデオ
| 監督     | 曲名                                            |
| 谷聰志   | 「三陸産のウニに涙したい-One Day A Happy Day-」 |
| 福尾史郎 | 「Will」                                        |
| 宮崎恵   | 「さくら」                                      |
| 不明     | 「空想X」「空想X (New Ver.)」「桜ひらり」       |

## メディア出演
- Kakiiin（TBSラジオ、2008年10月 - 2010年3月）
  - 2008年度は水曜「Music Factory」（3回おき出演）、2009年度は木曜「Music Creators」（隔週出演）